# 龟井亚纪子
龟井亚纪子（日语：亀井 亜紀子，1965年5月14日—）日本立宪民主党政治家，国会议员，2024年日本国会补选中获胜当选，代表岛根县第1区。此前曾加入国民新党，并当选参议员。父亲龟井久兴曾长期担任国会议员。